# Cota de Witteveen
De Cota de Witteveen is een Nederlandse beklimming die in de wielerwedstrijd Ronde van Spanje 2009 was opgenomen. De beklimming van de vierde categorie maakte deel uit van de tweede etappe van Assen naar Emmen en ligt in de buurt van het dorp Witteveen in de provincie Drenthe. Hoewel de Cota als beklimming gold, was de aanloop naar de 'top' vrijwel vlak. De 30 meter hoogte die in het routeboek van de Vuelta werd vermeld, was lichtelijk overdreven.
De Cota de Witteveen, ook wel Monte Relus ter Beek of Monte Relus genoemd, was een eerbetoon aan politicus Relus ter Beek, die zich als commissaris van de Koningin van Drenthe sterk maakte voor de komst van de start van de Ronde van Spanje 2009 naar zijn provincie. Hij overleed in september 2008 na een kort ziekbed en ligt begraven op de natuurbegraafplaats van Witteveen. De streep van de Cota de Witteveen was getrokken op de Mej. A. Talmaweg, ter hoogte van de begraafplaats.  
De Nederlandse wielrenner Tom Leezer kwam als eerste over de streep op de Cota de Witteveen. Er waren geen bergpunten te verdienen, maar omdat er geen andere beklimmingen waren in de eerste etappes van de Ronde van Spanje 2009 mocht Leezer in de derde en vierde etappe de rode trui van de leider in het bergklassement dragen.